# Lourenço II de Médici
Lourenço II de Médici, em italiano Lorenzo di Piero de' Medici (Florença, 12 de setembro de 1492 – 4 de maio de 1519) foi um governante de Florença e Duque de Urbino.
Era filho de Pedro de Médici (Piero di Lorenzo de' Medici) e de Alfonsina Orsini. Nicolau Maquiavel dedicou-lhe O Príncipe e sua tumba foi criada por Michelangelo.

## Vida pública
Lourenço II tornou-se Senhor de Florença em agosto de 1513, após o seu tio, Juliano de Médici, ter tomado o control do governo da cidade. Ambicioso por natureza, Lourenço II não tinha paciência com o sistema republicano de governo de Florença, em 1516, quando ele tinha 24 anos, convenceu o seu tio, o Papa Leão X a fazê-lo Duque de Urbino. Iniciou-se então um conflito com o duque que governava Francisco Maria I Della Rovere - a denominada Guerra de Urbino. Durante uma batalha, Lorenço foi ferido pelo que regressou à Toscana. Mas, em setembro de 1517, Lourenço retomou a cidade pela celebração de um tratado embora Urbino se tenha mantido sob o governo dos Médici por apenas dois anos.
Em 13 de junho de 1518, Lourenço casou-se com Madalena de La Rour de Auvérnia, filha do Conde de Auvérnia. Do casamento nasceu uma filha, Catarina, em 1519. Catarina viria a tornar-se rainha de França, graças ao seu casamento com o futuro rei Henrique II de França, negociado pelo segundo Papa da família Médici, Clemente VII.
Apenas 21 dias após o nascimento de Catarina de Médici, Lourenço II morreu "desgastado pela doença e pelos excessos". Assim, a sua filha Catarina foi criada principalmente pelos papas Leão X e Clemente VII e por amas.
Com a morte de Lourenço II, em 1519, o ducado reverteu para a família Della Rovere.

## Casamento e descendência
Em 13 de junho de 1518, Lourenço veio a casar com Madalena de La Tour de Auvérnia. Deste casamento nasceu uma filha póstuma:
- Catarina de Médici, que veio a ser rainha da França.

No entanto, já anteriormente, em 1510, quando a família Médici vivia perto de Roma, uma criada negra da sua casa - identificada em documentos como Simonetta da Collevecchio - deu à luz um filho:
- Alexandre de Médici, que Lourenço oficialmente reconheceu como sendo seu filho ilegítimo, e que, em 1531, se tornou no primeiro Duque hereditário de Florença.[4]